# Pseudocophotis kontumensis
Pseudocophotis kontumensis — вид ігуаноподібних ящірок родини агамових (Agamidae). Ендемік В'єтнаму.

## Поширення і екологія
Pseudocophotis kontumensis відомі з типової місцевості, розташованої в околицях села Мангкан в повіті Конплонг в провінції Контум в центральному В'єтнамі, на висоті 1210 м над рівнем моря. Вони живуть в нижньому ярусі густих вологих гірських тропічних лісів, на деревах і кущах. Відкладають яйця.